# Rasueros
Rasueros ist ein zentralspanischer Ort und eine Gemeinde (Municipio) mit 160 Einwohnern (Stand: 2024) in der Provinz Ávila in der Autonomen Region Kastilien-León. Neben dem Hauptort Rasueros besteht die Gemeinde aus der Ortschaft San Cristóbal de Trabancos.

## Lage und Klima
Rasueros liegt auf der Südseite der Sierra de Gredos in der Provinz Ávila in einer Höhe von ca. 835 m. 
Die Entfernung nach Ávila beträgt knapp 50 km (Fahrtstrecke) in südöstlicher Richtung. Das Klima ist gemäßigt bis warm; der Regen (ca. 461 mm/Jahr) fällt mit Ausnahme der trockenen Sommermonate übers Jahr verteilt.

## Bevölkerungsentwicklung
| Jahr      | 1970 | 1981 | 1991 | 2001 | 2011 | 2021 |
| Einwohner | 575  | 536  | 428  | 317  | 235  | 168  |

## Sehenswürdigkeiten

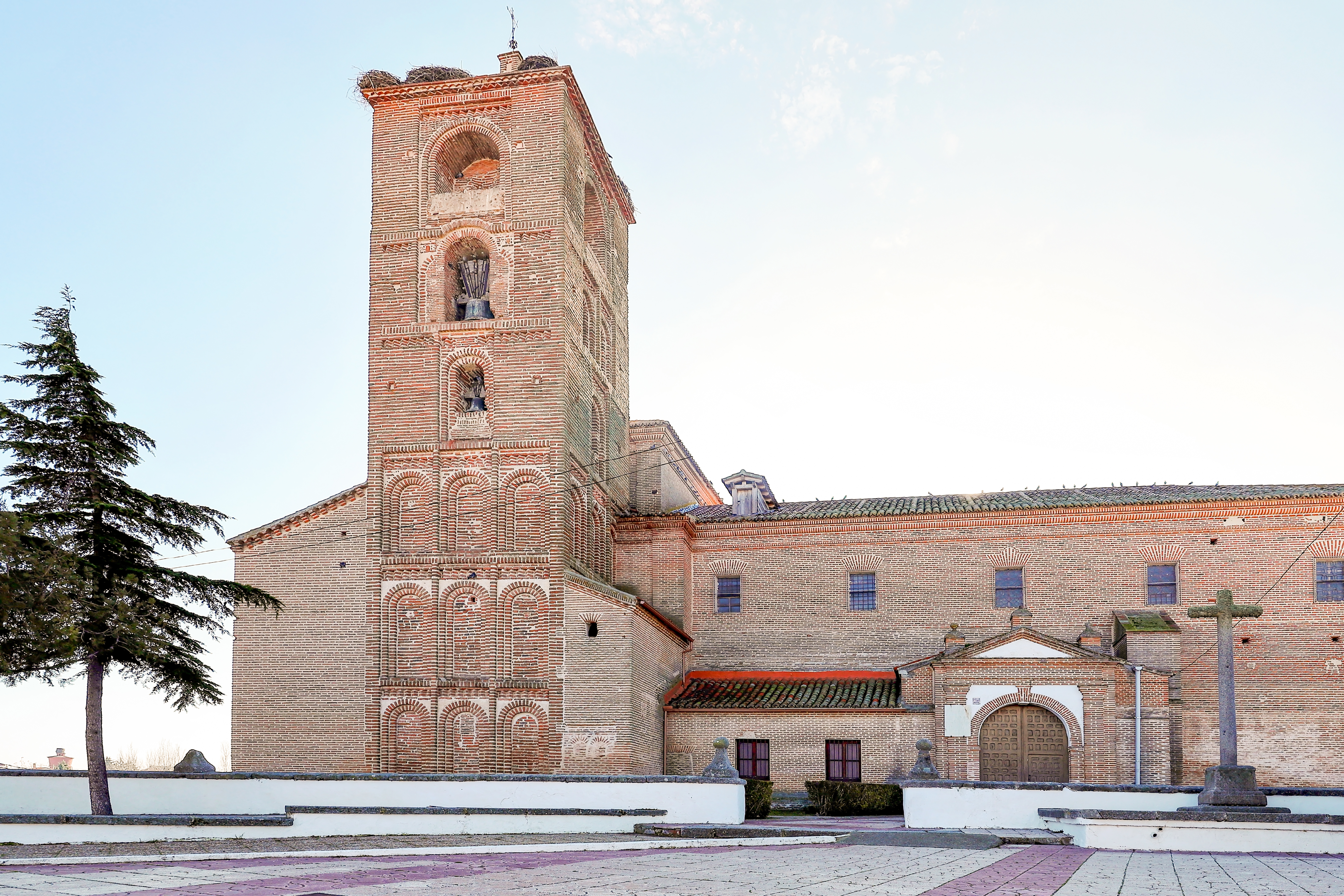
Andreaskirche
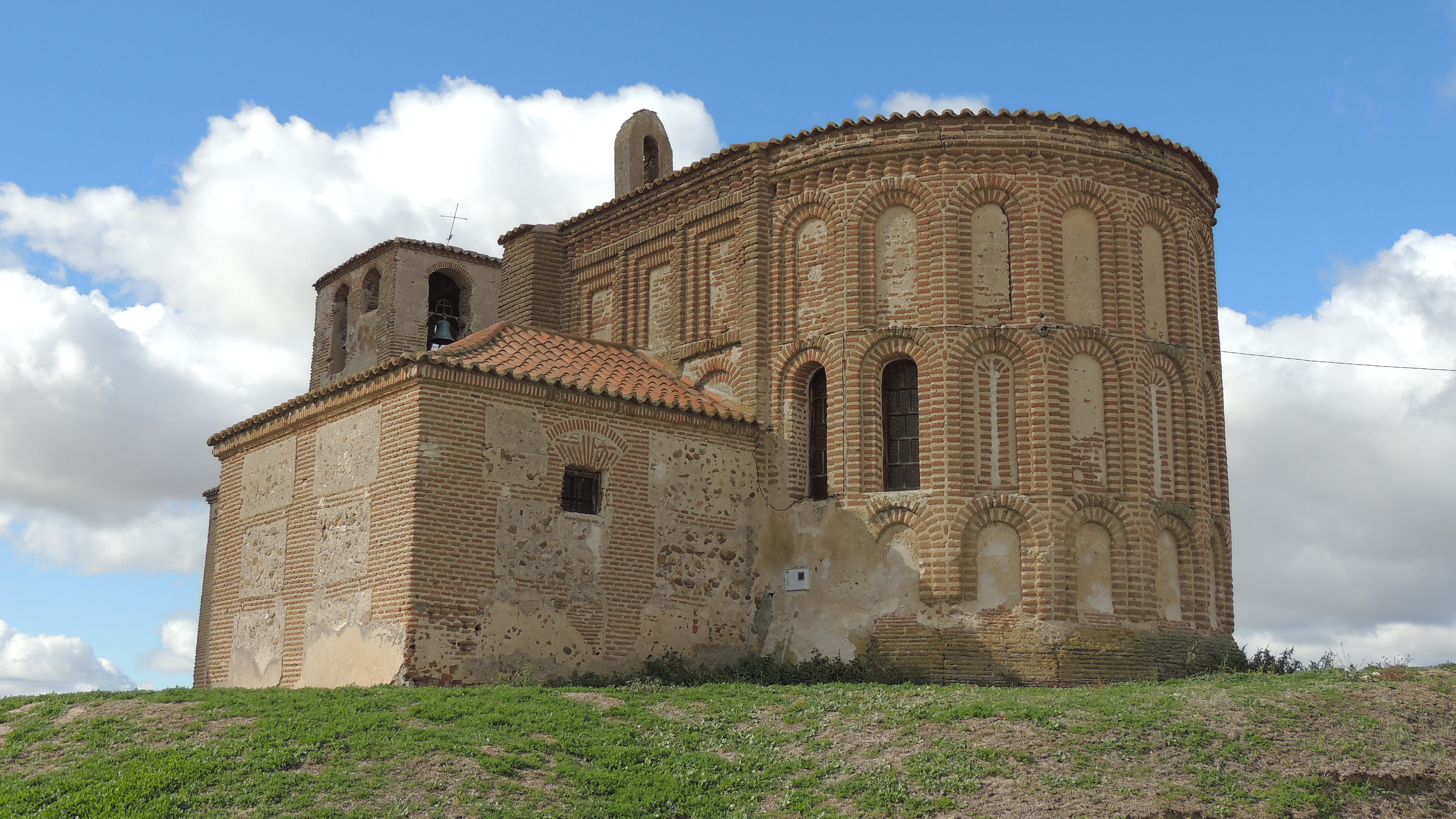
Christopheruskirche

- Christopheruskirche in San Cristóbal de Trabancos
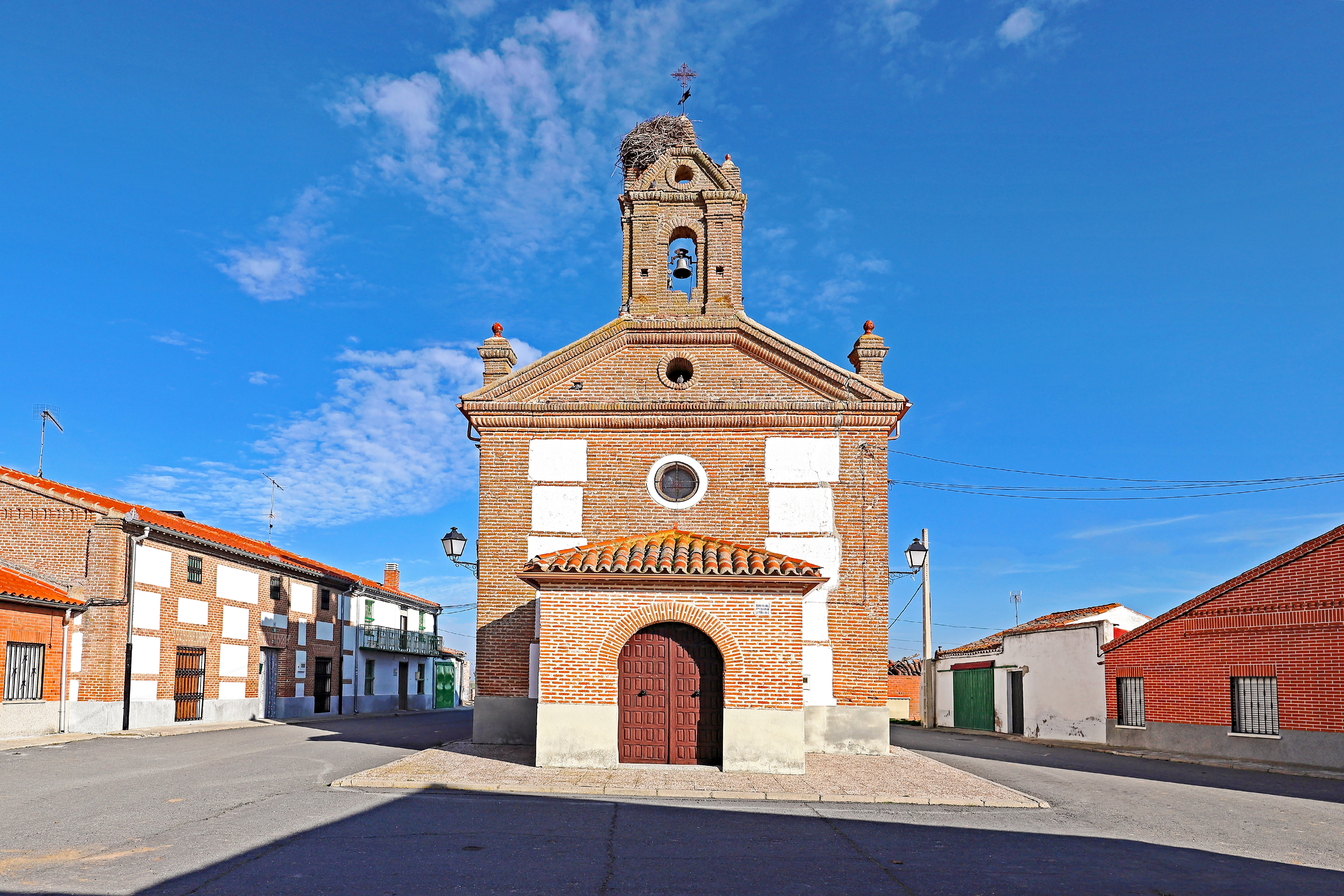
Christuskapelle
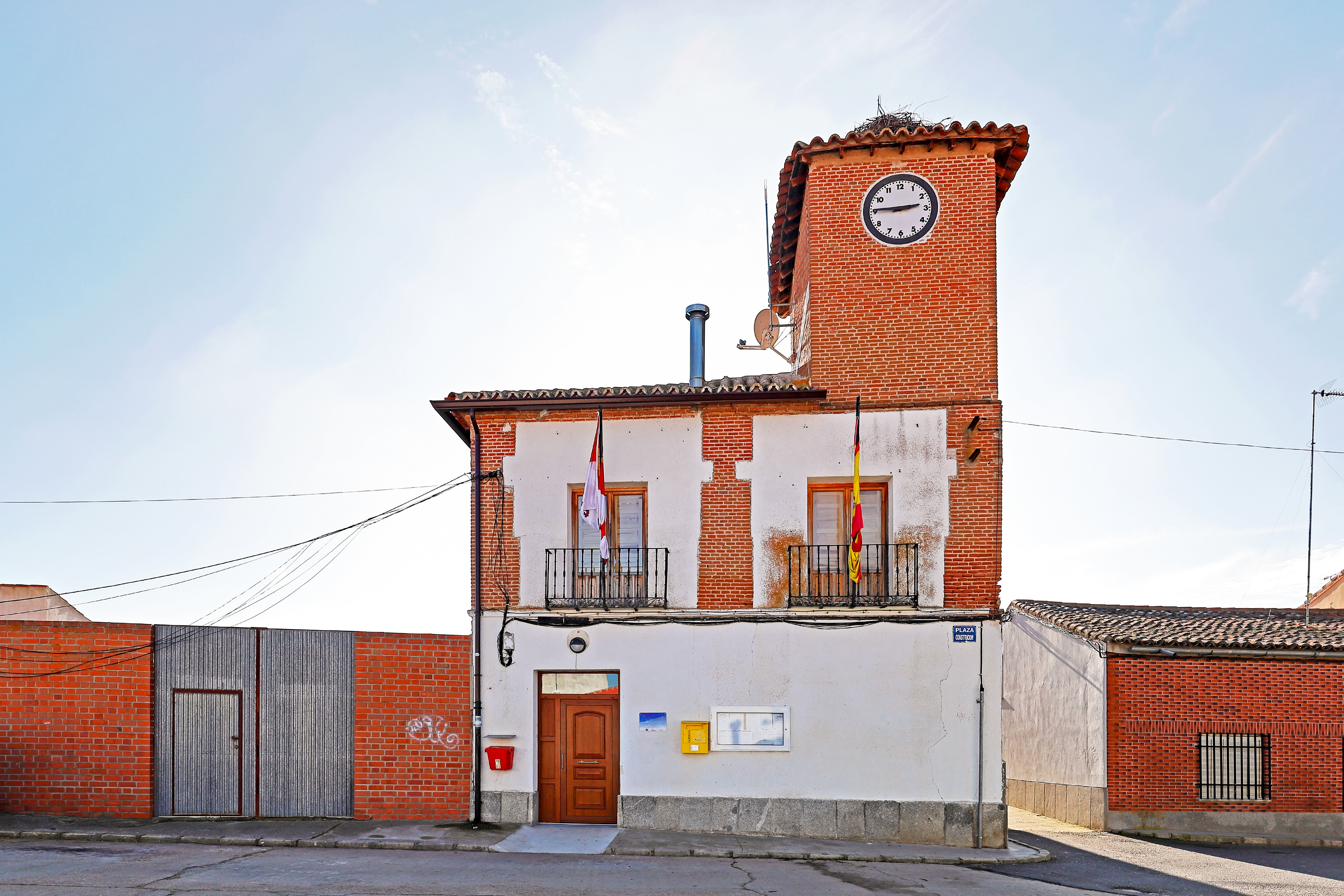
Rathaus

- Andreaskirche
- Christopheruskirche
- Christuskapelle
- Rathaus